# Richard Hudson
Richard Hudson (Worcestershire, 1954) es un escultor británico. Comenzó a trabajar con la escultura a una edad relativamente tardía después de muchos años viajando. Es más conocido por su trabajo en pulido de espejo de acero, bronce y mármol con una serie de obras monumentales en espacios públicos.